# Classement des pilotes de Formule 1 par nombre de victoires en Grand Prix
| Les contributeurs qui souhaitent établir les mises à jour sont priés de le faire complètement (sans oublier de calculer les pourcentages) pour garantir la justesse des données de cette page. |

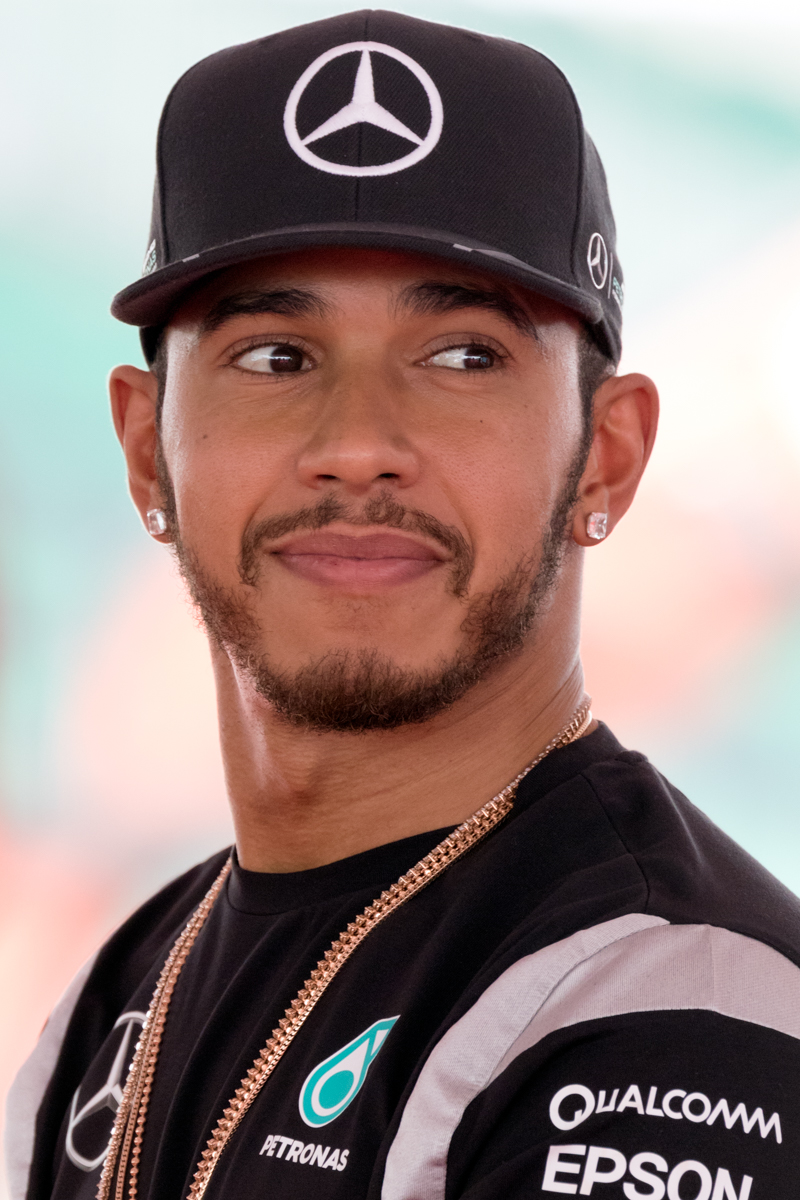
Lewis Hamilton, recordman du nombre de victoires.

115 pilotes — y compris les vainqueurs des 500 miles d'Indianapolis entre 1950 et 1960 lorsque l'épreuve américaine était incluse dans le championnat du monde des pilotes —  ont obtenu au moins une victoire en championnat du monde de Formule 1 depuis que ce championnat est organisé en 1950.
Le record de victoires est détenu par le Britannique Lewis Hamilton avec 105 victoires alors qu'avec 24 victoires en 51 Grands Prix, Juan Manuel Fangio a le pourcentage de succès le plus important par rapport au nombre de courses disputées (47,06 %). Le Néerlandais Max Verstappen est devenu, à 18 ans 7 mois et 15 jours, le plus jeune vainqueur de Grand Prix, en remportant le Grand Prix d'Espagne 2016 dès sa première course avec Red Bull Racing.

## Classement des pilotes en activité en 2025
Dix des pilotes participant au championnat du monde de Formule 1 2025 ont remporté au moins une victoire au cours de leur carrière. Les trois champions du monde en activité occupent les premières places de ce classement :
| #  | Pilote           | Pays        | Écurie       | Victoires | GP disputés |         |
| -- | ---------------- | ----------- | ------------ | --------- | ----------- | ------- |
| 1  | Lewis Hamilton   | Royaume-Uni | Ferrari      | 105       | 369         | 28,46 % |
| 2  | Max Verstappen   | Pays-Bas    | Red Bull     | 65        | 222         | 29,28 % |
| 3  | Fernando Alonso  | Espagne     | Aston Martin | 32        | 414         | 7,73 %  |
| 4  | Charles Leclerc  | Monaco      | Ferrari      | 8         | 160         | 5 %     |
| 5  | Oscar Piastri    | Australie   | McLaren      | 8         | 59          | 13,56 % |
| 6  | Lando Norris     | Royaume-Uni | McLaren      | 8         | 141         | 5,67 %  |
| 7  | Carlos Sainz Jr. | Espagne     | Williams     | 4         | 219         | 1,83 %  |
| 8  | George Russell   | Royaume-Uni | Mercedes     | 4         | 141         | 2,84 %  |
| 9  | Pierre Gasly     | France      | Alpine       | 1         | 166         | 0,60 %  |
| 10 | Esteban Ocon     | France      | Haas         | 1         | 169         | 0,59 %  |

## Classement complet

Progression du record du plus grand nombre de victoires.

115 pilotes ont, à ce jour, remporté au moins une victoire à l'occasion d'un Grand Prix du championnat du monde de Formule 1.
- Les champions du monde sont inscrits en caractères gras.
- Les pilotes en activité sont inscrits avec un feu vert ().
- Les vainqueurs des 500 miles d'Indianapolis entre 1950 et 1960 sont inscrits en italiques.
- Stirling Moss est le recordman du nombre de victoires (16) sans être champion du monde.

| #   | Pilote                | Nationalité      | Période                      | Participations | Victoires | %       |
| --- | --------------------- | ---------------- | ---------------------------- | -------------- | --------- | ------- |
| 1   | Lewis Hamilton        | Royaume-Uni      | 2007-                        | 364            | 105       | 28,85 % |
| 2   | Michael Schumacher    | Allemagne        | 1991-2006 ; 2010-2012        | 307            | 91        | 29,64 % |
| 3   | Max Verstappen        | Pays-Bas         | 2015-                        | 217            | 65        | 29,95 % |
| 4   | Sebastian Vettel      | Allemagne        | 2007-2022                    | 299            | 53        | 17,73 % |
| 5   | Alain Prost           | France           | 1980-1991 ; 1993             | 199            | 51        | 25,63 % |
| 6   | Ayrton Senna          | Brésil           | 1984-1994                    | 161            | 41        | 25,47 % |
| 7   | Fernando Alonso       | Espagne          | 2001 ; 2003-2018 ; 2021-     | 409            | 32        | 7,82 %  |
| 8   | Nigel Mansell         | Royaume-Uni      | 1980-1992 ; 1994-1995        | 187            | 31        | 16,58 % |
| 9   | Jackie Stewart        | Royaume-Uni      | 1965-1973                    | 99             | 27        | 27,27 % |
| 10  | Jim Clark             | Royaume-Uni      | 1960-1968                    | 72             | 25        | 34,72 % |
| 11  | Niki Lauda            | Autriche         | 1971-1979 ; 1982-1985        | 171            | 25        | 14,62 % |
| 12  | Juan Manuel Fangio    | Argentine        | 1950-1951 ; 1953-1958        | 51             | 24        | 47,06 % |
| 13  | Nico Rosberg          | Allemagne        | 2006-2016                    | 202            | 23        | 11,39 % |
| 14  | Nelson Piquet         | Brésil           | 1978-1991                    | 204            | 23        | 11,27 % |
| 15  | Damon Hill            | Royaume-Uni      | 1992-1999                    | 115            | 22        | 19,13 % |
| 16  | Kimi Räikkönen        | Finlande         | 2001-2009 ; 2012-2021        | 350            | 21        | 6,00%   |
| 17  | Mika Häkkinen         | Finlande         | 1991-2001                    | 161            | 20        | 12,42 % |
| 18  | Stirling Moss         | Royaume-Uni      | 1951-1961                    | 66             | 16        | 24,24 % |
| 19  | Jenson Button         | Royaume-Uni      | 2000-2017                    | 306            | 15        | 4,90 %  |
| 20  | Jack Brabham          | Australie        | 1955-1970                    | 123            | 14        | 11,38 % |
| 21  | Emerson Fittipaldi    | Brésil           | 1970-1980                    | 144            | 14        | 9,72 %  |
| 22  | Graham Hill           | Royaume-Uni      | 1958-1975                    | 175            | 14        | 8,00 %  |
| 23  | Alberto Ascari        | Italie           | 1950-1955                    | 32             | 13        | 40,63 % |
| 24  | David Coulthard       | Royaume-Uni      | 1994-2008                    | 246            | 13        | 5,28 %  |
| 25  | Alan Jones            | Australie        | 1975-1981 ; 1983 ; 1985-1986 | 116            | 12        | 10,34 % |
| 26  | Mario Andretti        | États-Unis       | 1968-1972 ; 1974-1982        | 128            | 12        | 9,38 %  |
| 27  | Carlos Reutemann      | Argentine        | 1972-1982                    | 146            | 12        | 8,22 %  |
| 28  | Jacques Villeneuve    | Canada           | 1996-2006                    | 163            | 11        | 6,75 %  |
| 29  | Felipe Massa          | Brésil           | 2002 ; 2004-2017             | 269            | 11        | 4,09 %  |
| 30  | Rubens Barrichello    | Brésil           | 1993-2011                    | 323            | 11        | 3,41 %  |
| 31  | James Hunt            | Royaume-Uni      | 1973-1979                    | 92             | 10        | 10,87 % |
| 32  | Jody Scheckter        | Afrique du Sud   | 1972-1980                    | 112            | 10        | 8,93 %  |
| 33  | Ronnie Peterson       | Suède            | 1970-1978                    | 123            | 10        | 8,13 %  |
| 34  | Gerhard Berger        | Autriche         | 1984-1997                    | 210            | 10        | 4,76 %  |
| 35  | Valtteri Bottas       | Finlande         | 2013-2024                    | 246            | 10        | 4,07 %  |
| 36  | Mark Webber           | Australie        | 2002-2013                    | 215            | 9         | 4,19 %  |
| 37  | Denny Hulme           | Nouvelle-Zélande | 1965-1974                    | 112            | 8         | 7,14 %  |
| 38  | Jacky Ickx            | Belgique         | 1966-1979                    | 114            | 8         | 7,02 %  |
| 39  | Charles Leclerc       | Monaco           | 2018-...                     | 155            | 8         | 5,16 %  |
| 40  | Daniel Ricciardo      | Australie        | 2011-2024                    | 258            | 8         | 3,10 %  |
| 41  | Juan Pablo Montoya    | Colombie         | 2001-2006                    | 94             | 7         | 7,45 %  |
| 42  | René Arnoux           | France           | 1978-1989                    | 149            | 7         | 4,70 %  |
| 43  | Tony Brooks           | Royaume-Uni      | 1956-1961                    | 38             | 6         | 15,79 % |
| 44  | Oscar Piastri         | Australie        | 2023-                        | 54             | 6         | 11,11 % |
| 45  | Jochen Rindt          | Autriche         | 1964-1970                    | 60             | 6         | 10,00 % |
| 46  | Gilles Villeneuve     | Canada           | 1977-1982                    | 67             | 6         | 8,96 %  |
| 47  | John Surtees          | Royaume-Uni      | 1960-1972                    | 111            | 6         | 5,41 %  |
| 48  | Lando Norris          | Royaume-Uni      | 2019-                        | 136            | 6         | 4,41 %  |
| 49  | Jacques Laffite       | France           | 1974-1986                    | 176            | 6         | 3,41 %  |
| 50  | Ralf Schumacher       | Allemagne        | 1997-2007                    | 180            | 6         | 3,33 %  |
| 51  | Riccardo Patrese      | Italie           | 1977-1993                    | 256            | 6         | 2,34 %  |
| 52  | Sergio Pérez          | Mexique          | 2011-2024                    | 281            | 6         | 2,14 %  |
| 53  | Giuseppe Farina       | Italie           | 1950-1955                    | 33             | 5         | 15,15 % |
| 54  | Keke Rosberg          | Finlande         | 1978-1986                    | 114            | 5         | 4,39 %  |
| 55  | Clay Regazzoni        | Suisse           | 1970-1980                    | 132            | 5         | 3,79 %  |
| 56  | John Watson           | Royaume-Uni      | 1973-1983 ; 1985             | 152            | 5         | 3,29 %  |
| 57  | Michele Alboreto      | Italie           | 1981-1994                    | 194            | 5         | 2,58 %  |
| 58  | Dan Gurney            | États-Unis       | 1959-1970                    | 86             | 4         | 4,65 %  |
| 59  | Bruce McLaren         | Nouvelle-Zélande | 1959-1970                    | 98             | 4         | 4,08 %  |
| 60  | Eddie Irvine          | Royaume-Uni      | 1993-2002                    | 146            | 4         | 2,74 %  |
| 61  | Carlos Sainz Jr.      | Espagne          | 2015-                        | 214            | 4         | 1,87 %  |
| 62  | Peter Collins         | Royaume-Uni      | 1952-1958                    | 32             | 3         | 9,38 %  |
| 63  | Mike Hawthorn         | Royaume-Uni      | 1952-1958                    | 45             | 3         | 6,67 %  |
| 64  | Phil Hill             | États-Unis       | 1958-1964                    | 47             | 3         | 6,38 %  |
| 65  | Didier Pironi         | France           | 1978-1982                    | 70             | 3         | 4,29 %  |
| 66  | George Russell        | Royaume-Uni      | 2019-                        | 136            | 3         | 2,21 %  |
| 67  | Heinz-Harald Frentzen | Allemagne        | 1994-2003                    | 156            | 3         | 1,92 %  |
| 68  | Johnny Herbert        | Royaume-Uni      | 1989-2000                    | 161            | 3         | 1,86 %  |
| 69  | Thierry Boutsen       | Belgique         | 1983-1993                    | 163            | 3         | 1,84 %  |
| 70  | Giancarlo Fisichella  | Italie           | 1996-2009                    | 229            | 3         | 1,31 %  |
| 71  | Bill Vukovich         | États-Unis       | 1951-1955                    | 5              | 2         | 40,00 % |
| 72  | José Froilán González | Argentine        | 1950-1957 ; 1960             | 26             | 2         | 7,69 %  |
| 73  | Wolfgang von Trips    | Allemagne        | 1957-1961                    | 27             | 2         | 7,41 %  |
| 74  | Peter Revson          | États-Unis       | 1964 ; 1971-1974             | 30             | 2         | 6,67 %  |
| 75  | Jean-Pierre Jabouille | France           | 1975-1981                    | 49             | 2         | 4,08 %  |
| 76  | Pedro Rodríguez       | Mexique          | 1963-1971                    | 54             | 2         | 3,70 %  |
| 77  | Maurice Trintignant   | France           | 1950-1964                    | 81             | 2         | 2,47 %  |
| 78  | Patrick Depailler     | France           | 1972-1980                    | 95             | 2         | 2,11 %  |
| 79  | Joseph Siffert        | Suisse           | 1962-1971                    | 96             | 2         | 2,08 %  |
| 80  | Elio De Angelis       | Italie           | 1979-1986                    | 108            | 2         | 1,85 %  |
| 81  | Patrick Tambay        | France           | 1977-1986                    | 114            | 2         | 1,75 %  |
| 82  | Lee Wallard           | États-Unis       | 1950-1951                    | 2              | 1         | 50,00 % |
| 83  | Bob Sweikert          | États-Unis       | 1952-1956                    | 5              | 1         | 20,00 % |
| 84  | Pat Flaherty          | États-Unis       | 1950-1959                    | 5              | 1         | 20,00 % |
| 85  | Luigi Fagioli         | Italie           | 1950-1951                    | 7              | 1         | 14,29 % |
| 86  | Troy Ruttman          | États-Unis       | 1950-1960                    | 8              | 1         | 12,50 % |
| 87  | Sam Hanks             | États-Unis       | 1950-1957                    | 8              | 1         | 12,50 % |
| 88  | Johnnie Parsons       | États-Unis       | 1950-1958                    | 9              | 1         | 11,11 % |
| 89  | Jimmy Bryan           | États-Unis       | 1952-1960                    | 9              | 1         | 11,11 % |
| 90  | Ludovico Scarfiotti   | Italie           | 1963-1968                    | 10             | 1         | 10,00 % |
| 91  | Jim Rathmann          | États-Unis       | 1950-1960                    | 10             | 1         | 10,00 % |
| 92  | Rodger Ward           | États-Unis       | 1951-1963                    | 12             | 1         | 8,33 %  |
| 93  | Piero Taruffi         | Italie           | 1950-1956                    | 18             | 1         | 5,56 %  |
| 94  | Giancarlo Baghetti    | Italie           | 1961-1967                    | 21             | 1         | 4,76 %  |
| 95  | Luigi Musso           | Italie           | 1953-1958                    | 24             | 1         | 4,17 %  |
| 96  | Peter Gethin          | Royaume-Uni      | 1970-1974                    | 30             | 1         | 3,33 %  |
| 97  | Gunnar Nilsson        | Suède            | 1976-1977                    | 31             | 1         | 3,23 %  |
| 98  | Lorenzo Bandini       | Italie           | 1961-1967                    | 42             | 1         | 2,38 %  |
| 99  | François Cevert       | France           | 1970-1973                    | 46             | 1         | 2,17 %  |
| 100 | Innes Ireland         | Royaume-Uni      | 1959-1966                    | 50             | 1         | 2,00 %  |
| 101 | Richie Ginther        | États-Unis       | 1960-1966                    | 52             | 1         | 1,92 %  |
| 102 | Carlos Pace           | Brésil           | 1972-1977                    | 72             | 1         | 1,39 %  |
| 103 | Vittorio Brambilla    | Italie           | 1974-1980                    | 74             | 1         | 1,35 %  |
| 104 | Alessandro Nannini    | Italie           | 1986-1990                    | 76             | 1         | 1,32 %  |
| 105 | Jean-Pierre Beltoise  | France           | 1967-1974                    | 85             | 1         | 1,18 %  |
| 106 | Pastor Maldonado      | Venezuela        | 2011-2015                    | 95             | 1         | 1,05 %  |
| 107 | Robert Kubica         | Pologne          | 2006-2010 ; 2019 ; 2021      | 99             | 1         | 1,01 %  |
| 108 | Joakim Bonnier        | Suède            | 1956-1971                    | 104            | 1         | 0,96 %  |
| 109 | Jochen Mass           | Allemagne        | 1973-1982                    | 105            | 1         | 0,95 %  |
| 110 | Heikki Kovalainen     | Finlande         | 2007-2012                    | 111            | 1         | 0,90 %  |
| 111 | Olivier Panis         | France           | 1994-1999 ; 2001-2004        | 158            | 1         | 0,63 %  |
| 112 | Pierre Gasly          | France           | 2017-                        | 161            | 1         | 0,62 %  |
| 113 | Esteban Ocon          | France           | 2016-2018 ; 2020-            | 162            | 1         | 0,61%   |
| 114 | Jean Alesi            | France           | 1989-2001                    | 201            | 1         | 0,50 %  |
| 115 | Jarno Trulli          | Italie           | 1997-2011                    | 252            | 1         | 0,40 %  |

## Classement en pourcentage victoires/GP disputés

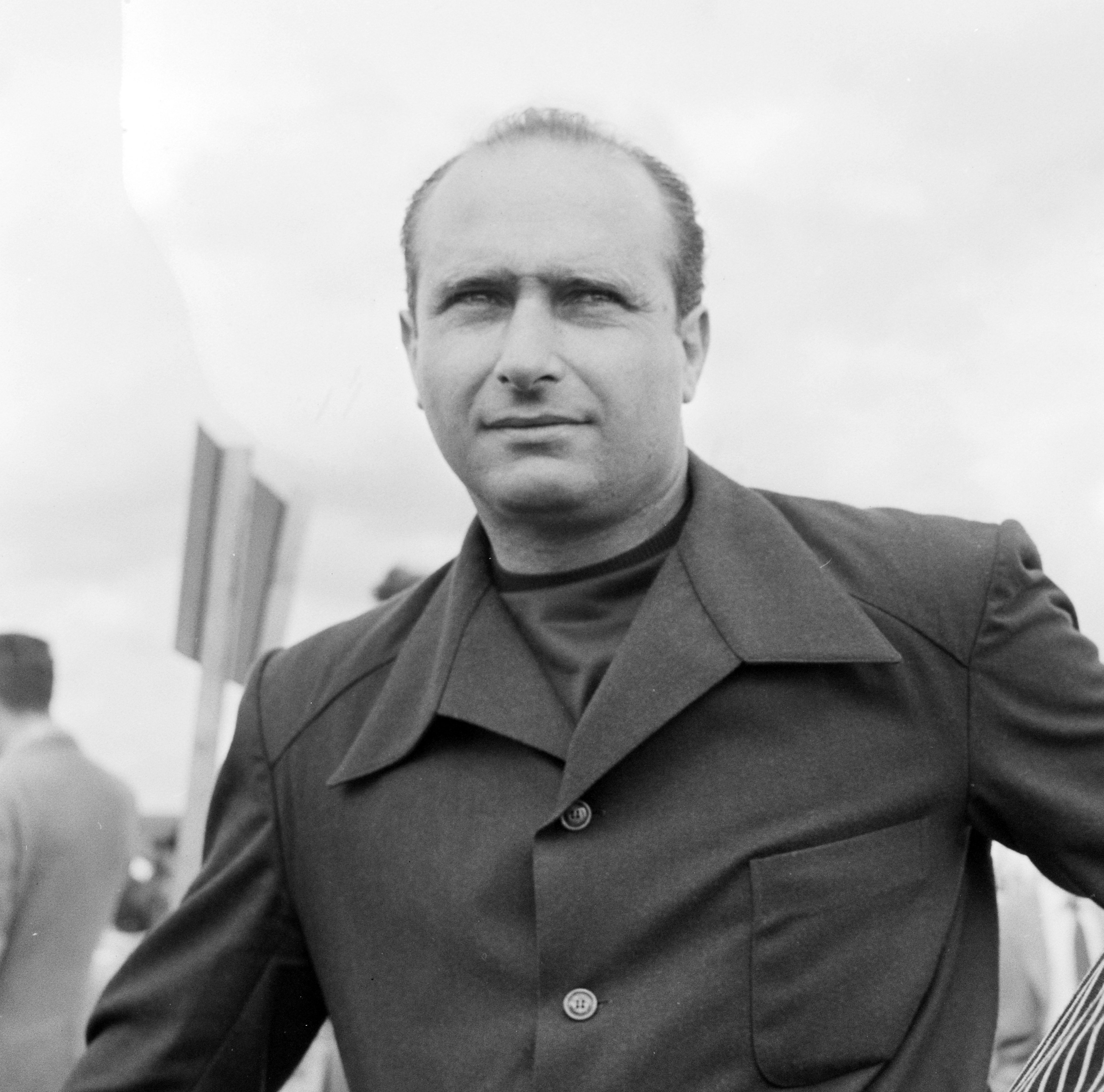
Juan Manuel Fangio : 24 victoires en 51 Grand Prix, soit 47,06 % de réussite.

Ce classement ne prend en compte que les pilotes ayant disputé au moins 30 Grands Prix et ayant obtenu au moins 10 % de victoires.
Parmi les pilotes ayant disputé au moins 30 Grands Prix dans leur carrière, soit 207 pilotes sur les 781 ayant pris le départ d'au moins un Grand Prix, seulement vingt-quatre ont remporté au moins 10 % des courses auxquelles ils ont participé.
Sur ces 24 pilotes : 
- Trois sont en activité en 2025 : les champions du monde  Lewis Hamilton et Max Verstappen, ainsi qu'Oscar Piastri qui entre dans ce classement en 2025, à sa troisième saison en Formule 1
- trois n'ont jamais été champions du monde :
  - Stirling Moss (16 victoires en 66 GP, soit une moyenne de 24,24 %)
  - Tony Brooks (6 victoires en 38 GP, soit une moyenne de 15,79 %)
  - Oscar Piastri (6 victoires en 54 GP, soit une moyenne de 11,11 %)
- L'Argentin Juan Manuel Fangio présente le meilleur ratio avec 24 victoires en 51 Grand Prix, soit 47,06 % de réussite.

| #  | Pilote             | Pays        | Période               | Nbre Courses | Nbre Victoires | %       |
| -- | ------------------ | ----------- | --------------------- | ------------ | -------------- | ------- |
| 1  | Juan Manuel Fangio | Argentine   | 1950-1958             | 51           | 24             | 47,06 % |
| 2  | Alberto Ascari     | Italie      | 1950-1955             | 32           | 13             | 40,63 % |
| 3  | Jim Clark          | Royaume-Uni | 1960-1968             | 72           | 25             | 34,72 % |
| 4  | Max Verstappen     | Pays-Bas    | 2015-                 | 217          | 65             | 29,95 % |
| 5  | Michael Schumacher | Allemagne   | 1991-2006 ; 2010-2012 | 307          | 91             | 29,64 % |
| 6  | Lewis Hamilton     | Royaume-Uni | 2007-                 | 364          | 105            | 28,85 % |
| 7  | Jackie Stewart     | Royaume-Uni | 1965-1973             | 99           | 27             | 27,27 % |
| 8  | Alain Prost        | France      | 1980-1993             | 199          | 51             | 25,63 % |
| 9  | Ayrton Senna       | Brésil      | 1984-1994             | 161          | 41             | 25,47 % |
| 10 | Stirling Moss      | Royaume-Uni | 1951-1961             | 66           | 16             | 24,24 % |
| 11 | Damon Hill         | Royaume-Uni | 1992-1999             | 115          | 22             | 19,20 % |
| 12 | Sebastian Vettel   | Allemagne   | 2007-2022             | 299          | 53             | 17,73 % |
| 13 | Nigel Mansell      | Royaume-Uni | 1980-1995             | 187          | 31             | 16,58 % |
| 14 | Tony Brooks        | Royaume-Uni | 1956-1961             | 38           | 6              | 15,79 % |
| 15 | Giuseppe Farina    | Italie      | 1950-1955             | 33           | 5              | 15,15 % |
| 16 | Niki Lauda         | Autriche    | 1971-1985             | 171          | 25             | 14,62 % |
| 17 | Mika Häkkinen      | Finlande    | 1991-2001             | 161          | 20             | 12,42 % |
| 18 | Oscar Piastri      | Australie   | 1964-1970             | 54           | 6              | 11,11 % |
| 19 | Nico Rosberg       | Allemagne   | 2006-2016             | 202          | 23             | 11,39 % |
| 20 | Jack Brabham       | Australie   | 1955-1970             | 123          | 14             | 11,38 % |
| 21 | Nelson Piquet      | Brésil      | 1978-1991             | 204          | 23             | 11,27 % |
| 22 | James Hunt         | Royaume-Uni | 1973-1979             | 92           | 10             | 10,87 % |
| 23 | Alan Jones         | Australie   | 1975-1986             | 116          | 12             | 10,34 % |
| 24 | Jochen Rindt       | Australie   | 1975-1986             | 60           | 6              | 10,00 % |

## Classement par nation
23 nations comptent au moins une victoire en Grand Prix. Le Royaume-Uni, qui compte quatre pilotes dans le top 10 du classement individuel (Lewis Hamilton, Nigel Mansell, Jackie Stewart et  Jim Clark), est le pays qui a remporté le plus de victoires, gagnant plus d'un quart des courses disputées dans l'histoire de la Formule 1.
| Pos. | Nation           | Victoires | %       | Nombre de pilotes |
| ---- | ---------------- | --------- | ------- | ----------------- |
| 1er  | Royaume-Uni      | 318       | 28,04 % | 21                |
| 2e   | Allemagne        | 179       | 15,78 % | 7                 |
| 3e   | Brésil           | 101       | 8,91 %  | 6                 |
| 4e   | France           | 81        | 7,14 %  | 14                |
| 5e   | Pays-Bas         | 64        | 5,64 %  | 1                 |
| 6e   | Finlande         | 57        | 5,03 %  | 5                 |
| 7e   | Australie        | 49        | 4,32 %  | 5                 |
| 8e   | Italie           | 43        | 3,79 %  | 15                |
| 9e   | Autriche         | 41        | 3,62 %  | 3                 |
| 10e  | Argentine        | 38        | 3,35 %  | 3                 |
| 11e  | Espagne          | 36        | 3,17 %  | 2                 |
| 12e  | États-Unis       | 33        | 2,91 %  | 15                |
| 13e  | Canada           | 17        | 1,50 %  | 2                 |
| 14e  | Nouvelle-Zélande | 12        | 1,06 %  | 2                 |
| 15e  | Suède            | 12        | 1,06 %  | 3                 |
| 16e  | Belgique         | 11        | 0,97 %  | 2                 |
| 17e  | Afrique du Sud   | 10        | 0,88 %  | 1                 |
| 18e  | Mexique          | 8         | 0,71 %  | 2                 |
| 19e  | Monaco           | 8         | 0,71 %  | 1                 |
| 20e  | Colombie         | 7         | 0,62 %  | 1                 |
| 21e  | Suisse           | 7         | 0,62 %  | 2                 |
| 22e  | Pologne          | 1         | 0,09 %  | 1                 |
| 23e  | Venezuela        | 1         | 0,09 %  | 1                 |
|      | 23 nations       | 1 134     |         | 113               |